# Ateliers Gustave Ernst
Ateliers Gustave Ernst war ein Schweizer Hersteller von Automobilen.

## Unternehmensgeschichte
Gustave Ernst, der zuvor bei der Daimler-Motoren-Gesellschaft tätig war, gründete 1904 in Genf das Unternehmen als Reparaturwerkstatt und begann 1905 mit der Produktion von Automobilen. Der Markenname lautete Ernst. 1908 endete die Produktion.

## Fahrzeuge
Das Unternehmen stellte zunächst das Modell 12 CV her. Die Fahrgestelle kamen von Malicet & Blin. Ein Vierzylindermotor von Aster mit 2438 cm³ Hubraum (84 mm Bohrung und 110 mm Hub) sorgte für den Antrieb. 1907 folgten die Modelle 14 CV und 16 CV, deren Motoren über 3402 cm³ Hubraum verfügten. Der Antrieb erfolgte über eine Kette. Das Getriebe hatte drei Gänge. Diese Modelle wurden auch bei Bergrennen eingesetzt.